# Ripe San Ginesio
Ripe San Ginesio – miejscowość i gmina we Włoszech, w regionie Marche, w prowincji Macerata.
Według danych na rok 2004 gminę zamieszkuje 758 osób, 75,8 os./km².